# Bephratoides trinidadensis
Bephratoides trinidadensis är en stekelart som beskrevs av Subba Rao 1978. Bephratoides trinidadensis ingår i släktet Bephratoides och familjen kragglanssteklar. Inga underarter finns listade.